# Estany Negre (sjö i Andorra)
Estany Negre är en sjö i Andorra.   Den ligger i norra delen av parroquian La Massana, i den västra delen av landet, 11 kilometer nordväst om huvudstaden Andorra la Vella. Estany Negre ligger 2 627 meter över havet.
Estany Negre ligger nära bergstopparna Agulla de Baiau och Pic de Baiau.